# People's Choice Awards 2008
La 34ª edizione dei People's Choice Awards si è svolta l'8 gennaio 2008 allo Shrine Auditorium di Los Angeles. La cerimonia è stata presentata da Queen Latifah e trasmessa dalla CBS.
In seguito sono elencate le categorie. Il relativo vincitore è stato indicato indicato in grassetto.

## Cinema

### Film

#### Film preferito
- Pirati dei Caraibi - Ai confini del mondo (Pirates of the Caribbean: At World's End), regia di Gore Verbinski
- The Bourne Ultimatum - Il ritorno dello sciacallo (The Bourne Ultimatum), regia di Paul Greengrass
- Transformers, regia di Michael Bay

#### Film drammatico preferito
- Harry Potter e l'Ordine della Fenice (Harry Potter and the Order of the Phoenix), regia di David Yates
- Disturbia, regia di D. J. Caruso
- Premonition, regia di Mennan Yapo

#### Film commedia preferito
- Molto incinta (Knocked Up), regia di Judd Apatow
- I Simpson - Il film (The Simpsons Movie), regia di David Silverman
- Svalvolati on the road (Wild Hogs), regia di Walt Becker

#### Film d'azione preferito
- The Bourne Ultimatum - Il ritorno dello sciacallo (The Bourne Ultimatum)
- 300, regia di Zack Snyder
- Transformers

#### Film per famiglie preferito
- Shrek terzo (Shrek The Third), regia di Raman Hui e Chris Miller
- Un'impresa da Dio (Evan Almighty), regia di Tom Shadyac
- Ratatouille, regia di Brad Bird e Jan Pinkava

#### Film indipendente preferito
- Becoming Jane - Il ritratto di una donna contro (Becoming Jane), regia di Julian Jarrold
- A Mighty Heart - Un cuore grande (A Mighty Heart), regia di Michael Winterbottom
- Sicko, regia di Michael Moore

#### Sequel preferito
- Pirati dei Caraibi - Ai confini del mondo (Pirates of the Caribbean: At World's End)
- The Bourne Ultimatum - Il ritorno dello sciacallo (The Bourne Ultimatum)
- Spider-Man 3, regia di Sam Raimi

### Recitazione

#### Star maschile cinematografica preferita
- Johnny Depp
- Denzel Washington
- Bruce Willis

#### Star femminile cinematografica preferita
- Reese Witherspoon
- Halle Berry
- Sandra Bullock

#### Attore protagonista preferito
- Joaquin Phoenix
- Jamie Foxx
- Dwayne Johnson

#### Attrice protagonista preferita
- Drew Barrymore
- Jessica Alba
- Queen Latifah

#### Attore preferito in un film d'azione
- Matt Damon
- Johnny Depp
- Bruce Willis

#### Attrice preferita in un film d'azione
- Keira Knightley
- Jessica Alba
- Jodie Foster

#### Accoppiata preferita cinematografica
- George Clooney e Brad Pitt – Ocean's Thirteen
- Jackie Chan e Chris Tucker – Rush Hour 3 - Missione Parigi (Rush Hour 3)
- Kirsten Dunst e Tobey Maguire – Spider-Man 3

## Televisione

### Programmi

#### Serie TV drammatica preferita
- Dr. House - Medical Division (House, M.D.)
- CSI - Scena del crimine (CSI: Crime Scene Investigation)
- Law & Order - Unità vittime speciali (Law & Order: Special Victims Unit)

#### Serie TV commedia preferita
- Due uomini e mezzo (Two and a Half Men)
- The King of Queens
- My Name Is Earl

#### Serie TV sci-fi/fantasy preferita
- Stargate Atlantis
- Battlestar Galactica
- Doctor Who

#### Serie d'animazione preferita
- I Simpson (The Simpsons)
- I Griffin (Family Guy)
- King of the Hill

#### Reality/competition show preferito
- Dancing with the Stars
- American Idol
- Extreme Makeover: Home Edition

#### Game show preferito
- Deal or No Deal
- Are You Smarter Than a 5th Grader?
- Jeopardy!

#### Nuova serie TV drammatica preferita
- Moonlight
- L'Africa nel cuore (Life Is Wild)
- Big Shots
- Bionic Woman
- Dirty Sexy Money
- Gossip Girl
- Journeyman
- K-Ville
- Life
- Private Practice
- I signori del rum (Cane)
- Women's Murder Club

#### Nuova serie TV commedia preferita
- Samantha chi? (Samantha Who?)
- Aliens in America
- Back to You
- The Big Bang Theory
- Carpoolers
- Cavemen
- Chuck
- Pushing Daisies
- Reaper - In missione per il Diavolo (Reaper)

### Recitazione e conduzione

#### Star maschile televisiva preferita
- Patrick Dempsey
- Charlie Sheen
- Kiefer Sutherland

#### Star femminile televisiva preferita
- Katherine Heigl
- Sally Field
- Jennifer Love Hewitt

#### Presentatore preferito di un programma diurno
- Ellen DeGeneres
- Jay Leno
- Oprah Winfrey

## Musica

### Artista maschile preferito
- Justin Timberlake
- John Mayer
- Tim McGraw

### Artista femminile preferita
- Gwen Stefani
- Fergie
- Beyoncé

### Gruppo musicale preferito
- Rascal Flatts
- Daughtry
- Maroon 5

### Canzone Pop preferita
- What Goes Around... Comes Around – Justin Timberlake
- Big Girls Don't Cry – Fergie
- Irreplaceable – Beyoncé

### Canzone Rock preferita
- Home – Daughtry
- Hey There Delilah – Plain White T's
- Makes Me Wonder – Maroon 5

### Canzone R&B preferita
- Shut Up and Drive – Rihanna
- Beautiful Liar – Beyoncé feat. Shakira
- Because of You – Ne-Yo

### Canzone Country preferita
- Stand – Rascal Flatts
- I Need You – Tim McGraw feat. Faith Hill
- Never Wanted Nothing More – Kenny Chesney

### Canzone Hip-hop preferita
- Give It to Me – Timbaland feat. Nelly Furtado & Justin Timberlake
- Party Like a Rock Star – Shop Boyz
- Stronger – Kanye West

### Canzone preferita di una colonna sonora
- You Can't Stop the Beat, dalla colonna sonora del musical Hairspray – Cast di Hairspray
- Read My Mind, dalla colonna sonora del film Friday Night Lights – The Killers
- What I've Done, dalla colonna sonora del film Transformers – Linkin Park